# Roller Champions
Roller Champions é um jogo de esportes free-to-play desenvolvido pela Ubisoft Montreal e publicado pela Ubisoft lançado em 25 de maio de 2022 para Microsoft Windows, PlayStation 4 e Xbox One e para Nintendo Switch em 21 de junho de 2022.

## Jogabilidade
Roller Champions é um jogo competitivo de esportes multijogador 3v3 jogado a partir de uma perspectiva de terceira pessoa. No jogo, duas equipes de jogadores competem entre si para ganhar cinco pontos em sete minutos, jogando uma bola em um gol. Para pontuar, um jogador deve ganhar a posse da bola e patinar pelo menos uma volta sem ser interrompido pelos adversários. As voltas subsequentes podem ser completadas por outros companheiros de equipe passando a bola para eles. Os jogadores podem ganhar mais pontos por gol completando mais voltas, embora seu progresso seja perdido quando forem parados pelos oponentes. Quando uma equipe ganha a posse de bola, outra equipe deve tentar desarmar e derrubar seus oponentes, embora esses ataques possam ser evitados. Os jogadores ganham mais seguidores quando vencem uma partida, o que permitirá que os jogadores compitam em partidas com multidões maiores. Os avatares dos jogadores e seus equipamentos, bem como as roupas dos fãs, podem ser personalizados livremente com vários itens cosméticos.

## Desenvolvimento
A Ubisoft anunciou oficialmente o jogo durante sua conferência de imprensa na E3 2019. Uma demo pré-alfa estava disponível via Uplay de 10 a 14 de junho.
Em um fluxo de desenvolvedor, a Ubisoft confirmou que o jogo está em desenvolvimento para Microsoft Windows, Nintendo Switch, PlayStation 4 e Xbox One e também para dispositivos móveis. O jogo estava programado para ser lançado originalmente no início de 2021, embora tenha sido posteriormente adiado para 25 de maio de 2022 para Windows, PlayStation 4 e Xbox One, com a versão do Nintendo Switch sendo adiada para 21 de junho de 2022.

## Recepção
Roller Champions recebeu críticas "mistas ou médias", de acordo com o agregador de críticas Metacritic.
Ozzie Mejia, do Shacknews, deu aos Roller Champions uma nota 7 de 10 e elogiou a experiência central acessível, crossplay, sessões rápidas, design de arena e opções de espectadores, criticando a falta de opções de personalização de personagens, modos de jogo, modelos de personagens interessantes e longa duração. jogabilidade envolvente de longo prazo. Jordan Ramée da GameSpot pensou positivamente na mecânica de movimento acessível, senso de velocidade e incentivo ao progresso, mas sentiu que o teto de habilidade era curto, as partidas eram repetitivas e que os recursos de comunicação multiplayer estavam faltando.